# Puscifer
Puscifer (Пусіфер) — проєкт Джеймса Мейнарда Кінана, відомого завдяки участі в гуртах Tool та A Perfect Circle. Оскільки Кінан є єдиним постійним учасником проєкту, а сам проєкт він називає своїм «творчим підсвідомим», то Puscifer можна вважати псевдонімом для його сольної роботи.

## Дискографія
Студійні альбоми
- «V» Is for Vagina (2007)
- Conditions of My Parole (2011)
- Money Shot (2015)
- Existential Reckoning (2020)

Альбоми реміксів
- «V» Is for Viagra. The Remixes (2008)
- «D» Is for Dubby — The Lustmord Dub Mixes (2008)
- Sound into Blood into Wine (2010)
- All Re-Mixed Up (2013)
- Money Shot Your Re-Load (2016)
- Existential Reckoning: Rewired (2023)

Мініальбоми
- Don't Shoot the Messenger (2007)
- «C» Is for (Please Insert Sophomoric Genitalia Reference Here) (2009)
- Donkey Punch the Night (2013)

Синґли

| «Cuntry Boner»                                                             | 2007 | —  | —  | —  | —  | Сингл без альбому                                              |
| «Queen B.»                                                                 | 2007 | 26 | —  | —  | 38 | «V» Is for Vagina                                              |
| «DoZo»                                                                     | 2008 | —  | —  | —  | —  | «V» Is for Vagina                                              |
| «The Mission»                                                              | 2009 | —  | —  | —  | 34 | «C» Is for (Please Insert Sophomoric Genitalia Reference Here) |
| «Man Overboard»                                                            | 2011 | —  | —  | —  | —  | Conditions of My Parole                                        |
| «Conditions of My Parole»                                                  | 2011 | —  | —  | —  | —  | Conditions of My Parole                                        |
| «Telling Ghosts»                                                           | 2012 | —  | —  | —  | —  | Conditions of My Parole                                        |
| «Grand Canyon»                                                             | 2015 | —  | —  | —  | —  | Money Shot                                                     |
| «The Remedy»                                                               | 2015 | —  | 37 | —  | —  | Money Shot                                                     |
| «Apocalyptical»                                                            | 2020 | —  | —  | 39 | —  | Existential Reckoning                                          |
| «The Underwhelming»                                                        | 2020 | —  | —  | —  | —  | Existential Reckoning                                          |
| «—» показує запис, який не потрапив у чарти або не вийшов на цій території |      |    |    |    |    |                                                                |

Кліпи

| Назва                     | Рік  | Режисер(и)                                    |
| ------------------------- | ---- | --------------------------------------------- |
| «Cuntry Boner»            | 2007 | Невідомий                                     |
| «Queen B.»                | 2008 | Мітс Маєр                                     |
| «DoZo»                    | 2008 | Мітс Маєр                                     |
| «Momma Sed»               | 2008 | Крістофер Сімс                                |
| «The Mission»             | 2009 | Мітс Маєр                                     |
| «Man Overboard»           | 2011 | Мітс Маєр                                     |
| «Conditions of My Parole» | 2011 | Майк Кінґ, Flea Circus Films & Puscifer       |
| «Telling Ghosts»          | 2012 | Тім Кадьєнт & Мітс Маєр                       |
| «Bohemian Rhapsody»       | 2013 | Майк Кінґ, Flea Circus Films & Puscifer       |
| «Toma»                    | 2014 | Тім Кадьєнт                                   |
| «Grand Canyon»            | 2015 | Мейнард Джеймс Кінан, Puscifer & Ghost Atomic |
| «Money Shot»              | 2015 | Тім Кадьєнт & Puscifer                        |
| «The Remedy»              | 2015 | Адам Ротляйн & Puscifer                       |
| «The Arsonist»            | 2016 | Девід Браун & Junior                          |
| «Apocalyptical»           | 2020 | Puscifer, Мітс Маєр & Ghost Atomic            |
| «Theorem»                 | 2020 | Мейнард Джеймс Кінан                          |
| «Bullet Train to Iowa»    | 2021 | Мейнард Джеймс Кінан & Мітс Маєр              |